# プラハの戦い (第二次世界大戦)
プラハの戦い（プラハのたたかい、ロシア語: Пражская наступательная операция、ドイツ語: Prager Operation）、 「プラハ攻勢」（英語: Prague Offensive）は、第二次世界大戦末期にヨーロッパで行われた、ドイツ軍に対する赤軍の最後の攻勢である。
ドイツが1945年5月8日に降伏したにもかかわらず、赤軍によるプラハへの攻撃は5月11日まで行われ、同時にプラハ蜂起も発生した。

## 背景
1945年4月30日〜5月1日の間、ベーメン・メーレン保護領担当相カール・ヘルマン・フランクは「暴動を起こした者は血の海のなかでおぼれ死ぬこととなる」とラジオで発表した。当時、プラハは不安定な状況である上に赤軍が迫ってきており、プラハ市民が解放されるのを心待ちにしているのをフランクは理解していたのである。

## 戦闘
赤軍による攻勢はヨーロッパにおけるドイツ軍最後の抵抗地を押しつぶしていた。赤軍によるプラハ攻勢は第1ウクライナ方面軍（司令官イワン・コーネフ）、第2ウクライナ方面軍（司令官ロディオン・マリノフスキー）、第4ウクライナ方面軍（司令官アンドレイ・エレメンコ）によって行われた。これらにはチェコスロバキア第I軍団、ポーランド第2軍、ルーマニア第1軍、第4軍を含んでおり、総勢200万名以上の将兵が所属していた。第1ウクライナ方面軍はベルリンの戦いをほぼ終了した直後にプラハへの攻撃を命令され、ベルリン南から強行軍でプラハへ向かった。
赤軍の前にはドイツ中央軍集団（司令官フェルディナント・シェルナー）配下第1装甲軍、第4装甲軍、第7軍、第17軍で総勢約900,000名の将兵が存在していた。また、中央軍集団の残存兵に加えて、オストマルク軍集団（司令官ロタール・レンデュリック）などいくつかのドイツ軍部隊が存在した。5月2日、国防軍最高司令部 (OKW) はシェルナーに今後のことを報告するよう通知した。シェルナーは西へ退却して、アメリカ軍に降伏すると告げた。5月7日、アルフレート・ヨードルはフレンスブルク政府代表として、ランスの連合軍最高司令部で降伏文書にサインした。5月8日、OKWのヴィルヘルム・マイヤー=デトリング大佐がシェルナーの様子を見るために、アメリカ軍の護衛の元、シェルナーの元に向かった。大佐はシェルナーにアメリカ軍に降伏するよう伝えたが、彼がどこで従うかを保証できないと報告した。翌日、シェルナーは部隊を捨て、オーストリアへ脱出、5月18日、アメリカ軍に拘束された。
赤軍によるプラハへの攻撃はドイツ軍残存部隊を撃破し、プラハで蜂起したチェコのパルチザンを援護した。蜂起は5月5日に始まり、8日までにはプラハで戦っているドイツ軍は撤退することに同意した。そのチェコパルチザンはロシア解放軍 (ROA) 第1歩兵師団（元ドイツ第600歩兵師団）に支援を要請した。ロシア解放軍第1歩兵師団は4月30日までナチスに忠誠を誓っていたセルゲイ・ブニチェンコ（Sergei Bunichenko、もしくはBunyachenko）が指揮しており、プラハの近くに配置されていたため、チェコパルチザンを支援することを決定、ドイツ軍を攻撃した。
5月8日、ROA第1歩兵師団は赤軍に降伏することを回避するために、アメリカ軍の元で降伏したが、ROAの将兵はソ連に引き渡され、彼らは処刑、もしくは強制収容所に送られた。
1945年5月9日、赤軍はプラハを占領するも、中央軍集団の残存兵は5月11日（一部のデータでは12日）まで抵抗を続けた。チェスケー・ブジェヨヴィツェとピーセック (Písek) 地区でアメリカ第3軍（司令官ジョージ・パットン）と第2ウクライナ方面軍が出会い、プラハは包囲された。後に、第1ウクライナ方面軍、第2ウクライナ方面軍はカルロヴィ・ヴァリとクラトヴィー (Klatovy) でアメリカ軍と出会った。ドイツ軍残存兵、チェコで少数民族であるドイツ系住民、ナチス党員チェコ人らは赤軍に撃破され、プラハから逃亡した。エドヴァルド・ベネシュによる戦後初のチェコスロバキア政府の管理の元、赤軍によるドイツ人、捕虜への攻撃、追放は秋まで続いた。

## その後
5月5日、ベーメン・メーレン保護領の教育大臣でチェコのクヴィスリングと呼ばれていたナチス協力者、エマニュエル・モラヴェッツは自殺した。
5月14日に、エミール・ハーハ元大統領はプラハで逮捕され、即座に医療刑務所へ送られた。ハーハはチェコスロバキアが併合された後に、ナチス・ドイツにより設立されたベーメン・メーレン保護領の大統領であったためであり、6月24日に刑務所で死去した。
5月中旬、プラハ市長代理を務めていたヨーゼフ・プフィッツナー (de) は絞首刑となり、その処刑は公開された。ズデーテン・ドイツ人党党首コンラート・ヘンラインは同じ頃に自殺した。
ベーメン・メーレン保護領総督ヴィルヘルム・フリックはニュルンベルク裁判において有罪となり、1946年10月16日に処刑された。
元ベーメン・メーレン保護領副総督クルト・ダリューゲはアメリカ軍に逮捕され、チェコスロバキアに引き渡された。その後裁判で死刑を宣告され、1946年10月24日に絞首刑となった。
攻勢に参加した将兵に敬意を示すため、ソ連政府はプラハ自由勲章 (Medal for the Liberation of Prague) を設立した。

## 編成
- 赤軍
  - 第31軍
  - 第1ウクライナ方面軍
    - ポーランド第2軍

  - 第2ウクライナ方面軍
    - ルーマニア第1軍
    - ルーマニア第4軍

  - 第4ウクライナ方面軍
    - チェコスロバキア第1軍団

- ドイツ軍
  - 中央軍集団
    - 第7軍
    - 第4装甲軍
    - 第17軍
    - 第1装甲軍

  - オストマルク軍集団